# 2005年度新城國語力頒獎禮得獎名單
新城國語力頒獎禮2005的主題為「劃破音樂界限 開展大中華新視野」，於2005年8月5日在香港會議展覽中心Hall 3舉行。當晚共頒發75個獎項，最終劉德華、蔡依林以各獲得5個獎項成為大贏家；而S.H.E則為組合的大贏家，獲得4個獎項。

## 得獎名單

### 歌曲獎項
- 新城國語力歌曲
  - 《明日恩典》 ——容祖兒
  - 《星光遊樂園》 ——Twins
  - 《原來我有愛》 ——劉德華
  - 《黃種人》 ——謝霆鋒
  - 《狠狠愛》 ——徐若瑄
  - 《機器娃娃》 ——羅志祥
  - 《邊走邊唱》 ——房祖名
  - 《大城大事》 ——楊千嬅
  - 《愛情倒轉》 ——葉文輝
  - 《北地胭脂》 ——達明一派
  - 《燕尾蝶》 ——梁靜茹
  - 《遊牧民族》 ——梁詠琪
  - 《偏見》 ——梁詠琪
  - 《愛可以問誰》 ——李克勤
  - 《痛快》 ——S.H.E
  - 《野蠻遊戲》 ——蔡依林
  - 《天空》 ——蔡依林
  - 《擔心》 ——張智成
  - 《出氣球》 ——范曉萱
  - 《對號入座》 ——S.H.E
  - 《倔強》 ——五月天
- 新城國語力熱爆K歌
  - 《星光遊樂園》 ——Twins
  - 《明日恩典》 ——容祖兒
- 新城國語力網路歌曲大獎
  - 《老鼠愛大米》 ——作曲／作詞：楊臣剛
- 廣東電台專業評選中國音樂獎
  - 《紅顏》 ——胡彥斌
  - 《Dear U》 ——張敬軒
  - 《哎呀》 ——王蓉
  - 《老鼠愛大米》 ——楊臣剛
  - 《豬之歌》 ——香香
- 新城國語力熱播冠軍歌曲大獎
  - 《原來我有愛》 ——劉德華
- 新城國語力年度歌曲大獎
  - 《野蠻遊戲》 ——蔡依林

### 專輯獎項
- 新城國語力亞洲大碟獎
  - 《七里香》 ——周杰倫

### 新人獎項
- 新城國語力熱播新聲音
  - 葉宇澄
  - 關智斌
  - 張瑤
  - 郭芯其
  - 林苑
  - 藍強
  - 紀利
  - 王菀之
  - 方大同
- 新城國語新勢力歌手
  - 香香
  - 房祖名
  - 何炅
- 新城國語新勢力組合
  - Baby Q

### 歌手獎項
- 新城國語力演繹獎
  - 達明一派
- 新城國語力躍進歌手
  - 張智成
  - 吳佩慈
  - 房祖名
- 新城國語力跳唱男歌手
  - 羅志祥
- 新城國語力跳唱女歌手
  - 徐若瑄
- 新城國語力香港男歌手
  - 李克勤
  - 謝霆鋒
- 新城國語力香港女歌手
  - 容祖兒
  - 楊千嬅
  - 梁詠琪
- 新城國語力舞台大獎
  - 劉德華
  - 蔡依林
- 新城國語力製作人大獎
  - 陶喆
- 新城國語力組合
  - Twins
- 新城國語力樂團
  - 五月天
- 新城國語力中國內地男歌手
  - 胡彥斌
- 新城國語力中國內地女歌手
  - 王蓉
- 新城國語力中國內地創作歌手
  - 張敬軒

### 亞洲獎項
- 新城國語力亞洲創作女歌手大獎
  - 范曉萱
- 新城國語力亞洲創作男歌手大獎
  - 張震嶽
- 新城國語力亞洲人氣偶像組合
  - S.H.E
- 新城國語力亞洲人氣偶像歌手
  - 羅志祥
- 新城國語力亞洲歌手大獎
  - 劉德華
  - 梁靜茹
  - 蔡依林
- 新城國語力亞洲組合大獎
  - S.H.E
- 新城國語力亞洲樂團大獎
  - 五月天

### 全球獎項
- 新城國語力全球至尊歌手大獎
  - 劉德華
- 新城國語力殿堂歌手
  - 張信哲

## 媒體播放
由新城娛樂台現場播出；並於約一星期後在無綫音樂台及翡翠台播放。

## 相關連結
1. ↑  . music.yule.sohu.com. 2005-08-06.